# Studujeme za školou
Studujeme za školou je česká filmová komedie režiséra Miroslava Cikána z roku 1939.

## Obsazení
| František Smolík     | profesor Vlk                  |
| Nataša Gollová       | profesorka Hanáková           |
| Svatopluk Beneš      | profesor Horák                |
| František Kovářík    | profesor Pírko                |
| Gabriel Hart         | profesor Kuchař               |
| Jaroslav Marvan      | ředitel Obchodní akademie     |
| Stanislav Neumann    | školník Znamínko              |
| František Kreuzmann  | velkoobchodník Josef Vichr    |
| Stella Májová        | studentka Eva, Vichrova dcera |
| Rudolf Hrušínský     | student Karel Toman           |
| Marie Blažková       | Tomanova matka                |
| Rudolf Hrušínský     | student Karel Toman           |
| Vladimír Salač       | student Ivan Javorský         |
| Jindra Hermanová     | Javorského matka              |
| Josef Kemr           | student Vašek Pelíšek         |
| František Filipovský | prokurista u firmy Vichr      |
| Bolek Prchal         | venkovan                      |
| Vlasta Hrubá         | Márinka, žena venkovana       |
| Josef Chvalina       | student                       |
| Antonín Jirsa        | kupující na venkovském trhu   |
| Slávka Rosenbergová  | sousedka paní Tomanové        |
| Karel Postranecký    | strážník                      |
| Miloš Šubrt          | člen profesorského sboru      |
| Karel Roden          | člen profesorského sboru      |

## Tvůrci
- Námět: Vojtěch Ambrož
- Scénář: Miroslav Cikán, Josef Neuberg
- Hudba: Josef Stelibský
- Zvuk: Emanuel Formánek
- Kamera: Josef Střecha
- Střih: Marie Bourová
- Režie: Miroslav Cikán
- Výtvarník: Rudolf Žák
- Ateliéry: FOJA Radlice
- Další údaje: černobílý, 90 min, komedie